# Ravinder Singh
Ravinder Singh (ur. 30 września 1982) – indyjski zapaśnik walczący w stylu klasycznym. Jedenasty na mistrzostwach świata w 2010. Brązowy medalista igrzysk azjatyckich w 2010; szósty w 2002; ósmy w 2006 i dwunasty w 2014. Trzeci na mistrzostwach Azji w 2010. Triumfator igrzysk Wspólnoty Narodów w 2010. Mistrz Wspólnoty Narodów w 2005, 2007, 2009, 2013 i 2016. Mistrz Igrzysk Azji Południowej w 2016 i 2019 roku.
W roku 2011 został laureatem nagrody Arjuna Award.